# Unión Soviética en los Juegos Olímpicos de Sarajevo 1984
La Unión Soviética estuvo representada en los Juegos Olímpicos de Sarajevo 1984 por un total de 99 deportistas que compitieron en 10 deportes.  
El portador de la bandera en la ceremonia de apertura fue el jugador de hockey sobre hielo Vladislav Tretiak.

## Medallistas
El equipo olímpico soviético obtuvo las siguientes medallas:
| Nombre                                                              | Deporte               | Competición       |
| ------------------------------------------------------------------- | --------------------- | ----------------- |
| Oro                                                                 |                       |                   |
| Dmitri Vasiliev Yuri Kashkarov Algimantas Šalna Serguei Bulyguin    | Biatlón               | 4 × 7,5 km M      |
| Nikolai Zimiatov                                                    | Esquí de fondo        | 30 km M           |
| Equipo                                                              | Hockey sobre hielo    | Torneo M          |
| Yelena Valova Oleg Vasiliev                                         | Patinaje artístico    | Parejas           |
| Serguei Fokichev                                                    | Patinaje de velocidad | 500 m M           |
| Igor Malkov                                                         | Patinaje de velocidad | 10000 m M         |
| Plata                                                               |                       |                   |
| Raisa Smetanina                                                     | Esquí de fondo        | 10 km F           |
| Raisa Smetanina                                                     | Esquí de fondo        | 20 km F           |
| Alexandr Zavialov                                                   | Esquí de fondo        | 30 km M           |
| Alexandr Batiuk Alexandr Zavialov Vladimir Nikitin Nikolai Zimiatov | Esquí de fondo        | 4 × 10 km M       |
| Serguei Danilin                                                     | Luge                  | Individual M      |
| Yevgueni Belousov Alexandr Beliakov                                 | Luge                  | Doble M           |
| Natalia Bestemianova Andrei Bukin                                   | Patinaje artístico    | Danza sobre hielo |
| Serguei Jlebnikov                                                   | Patinaje de velocidad | 1000 m M          |
| Serguei Jlebnikov                                                   | Patinaje de velocidad | 1500 m M          |
| Igor Malkov                                                         | Patinaje de velocidad | 5000 m M          |
| Bronce                                                              |                       |                   |
| Zintis Ekmanis Vladimir Alexandrov                                  | Bobsleigh             | Doble M           |
| Valeri Dudin                                                        | Luge                  | Individual M      |
| Kira Ivanova                                                        | Patinaje artístico    | Individual F      |
| Larisa Selezniova Oleg Makarov                                      | Patinaje artístico    | Parejas           |
| Marina Klimova Serguei Ponomarenko                                  | Patinaje artístico    | Danza sobre hielo |
| Oleg Bozhev                                                         | Patinaje de velocidad | 1500 m M          |
| Natalia Shive-Glebova                                               | Patinaje de velocidad | 500 m F           |
| Natalia Petrusiova                                                  | Patinaje de velocidad | 1000 m F          |
| Natalia Petrusiova                                                  | Patinaje de velocidad | 1500 m F          |